# Rubus pydarensis
Rubus pydarensis är en rosväxtart som beskrevs av Rilstone. Rubus pydarensis ingår i släktet rubusar, och familjen rosväxter. Inga underarter finns listade i Catalogue of Life.